# Boris Petrowitsch Sachartschenja
Boris Petrowitsch Sachartschenja (russisch Борис Петрович Захарченя; * 1. Mai 1928 in Orscha, Weißrussische SSR; † 10. April 2005 in Sankt Petersburg, Russland) war ein belarussisch-sowjetischer und russischer Festkörperphysiker und Hochschullehrer.

## Leben
Sachartschenja, Sohn eines Militäringenieurs, kam 1932 mit seiner Familie nach Leningrad. Nach dem Besuch der Mittelschule studierte er an der physikalischen Fakultät der Universität Leningrad mit Abschluss 1952.
Nach dem Studium arbeitete Sachartschenja im Physikalisch-Technischen Instituts (FTI) der Akademie der Wissenschaften der UdSSR (AN-SSSR, seit 1991 Russische Akademie der Wissenschaften (RAN)) in Leningrad, in dem er vom Laboranten bis zum Leiter der Abteilung Festkörperphysik aufstieg. 1966 verteidigte er seine Doktor-Dissertation über magnetooptische Phänomene in Kristallen.
Sachartschenjas Forschungsarbeiten trugen wesentlich zur Festkörperphysik und insbesondere zur Spektroskopie und Magnetooptik der Halbleiter bei. Er entdeckte den Stark-Effekt des Exzitons und die Ionisation der Exzitonzustände in schwachen äußeren Feldern. Zusammen mit Jewgeni Fjodorowitsch Gross entdeckte er die Fluktuation der Magnetoabsorption im Kupfer(I)-oxid. Er wies die Existenz quasieindimensionaler Exzitonen nach.
Ab 1972 lehrte Sachartschenja am Leningrader Elektrotechnik-Institut. 1976 wurde er zum Korrespondierenden Mitglied der AN-SSSR gewählt. 1992 wurde er Vollmitglied der RAN. Er war Mitglied der Internationalen Union für Reine und Angewandte Physik und der American Physical Society.

## Ehrungen, Preise
- Leninpreis (1966)
- Staatspreis der UdSSR (1976)
- Ehrenzeichen der Sowjetunion (1988)
- Lebedew-Goldmedaille der RAN (1996)[1][5]
- Verdienstorden für das Vaterland IV. Klasse (1998)
- Joffe-Preis (2004)[6]